# 25301 Ambrofogar
25301 Ambrofogar è un asteroide della fascia principale. Scoperto nel 1998, presenta un'orbita caratterizzata da un semiasse maggiore pari a 3,0952784 au e da un'eccentricità di 0,0471421, inclinata di 11,85437° rispetto all'eclittica.
L'asteroide è dedicato all'esploratore italiano Ambrogio Fogar.